# Сестричка
„Сестричка“ (на башкирски: hеңлекәш, на руски: Сестрёнка) е руска филмова драма на режисьора Александър Галибин по сценарий на Айдар Акманов. Първият руски филм на башкирски език в широко разпространение.
Филмът е базиран на разказа на народния поет на Башкортостан Мустай Карим „Радостта на нашия дом“. Той е пуснат в Русия на 19 септември 2019 г., в навечерието на 100-годишнината от рождението на Мустай Карим. Разпространител е „Уолт Дисни Къмпани“.
Заснет от филмовата компания Motor Film Studio с подкрепата на Министерството на културата на Руската федерация и Фондация „Мустай Карим“.

## Сюжет
Действието на филма се развива по време на Великата отечествена война (края на 1944 г. – май 1945 г.). Войник от Червената армия от Башкирската автономна съветска социалистическа република намира оцелялото момиче Оксана в украинско село, унищожено от вермахта, скрито близо до своите убити роднини. Той я изпраща в своето башкирско село, за да живее със съпругата и сина си Ямил, които стават ново семейство за момичето. За живота момчето мисли, че той само война, но приема Оксана за сестра.
Вестник „Вечерен Санкт Петербург“ описва героя Оксана като „момиче с огромни очи с цвета на небето“, които „отразяват ужаса на войната“.

## Награди
- „Най-добрият филм“ и „Най-добро момиче актриса“ (Марта Тимофеева) на фестивала „Алените платна на Артек“ в Ялта (2019)[8]
- Специална награда за доброта в изкуството „В полза на света“ на филмовия фестивал в „Орльонок“, Краснодарски край (2019)[8]
- Специална награда на името на Анатолий Папанов на фестивала „Златен феникс“ в Смоленск (2019)[8]
- Награда на публиката на фестивала „Волоколамска граница“ във Волоколамск (2019)[8]
- Гран при и награда на публиката на фестивала „Евразийски мост“ в Ялта (2019)[8]
- Голямата награда на XV Международен православен Сретенски филмов фестивал „Среща“ (2020) [9]

## В ролите
Във филма в масовите сцени участват жители на село Новохасаново, Белорецка област, Башкортостан. За епизода, посветен на победата над Третия райх, им са ушити национални костюми.
| Арслан Кримчурин   | Ямил                             |
| Марта Тимофеева    | Оксана                           |
| Юсуф Рахметов      | Марат                            |
| Илгиза Гилманова   | майката на Ямил                  |
| Сулпан Абдрахимова | бабата на Ямил                   |
| Рауис Загитов      | Мансур-Бабай                     |
| Виталий Салий      | бащата на Оксана, Петро          |
| Нажиба Искандарова | Фархуниса                        |
| Руслан Хайсаров    | бащата на Ямил                   |
| Гульназ Хайсарова  | майката на Маратик               |
| Сьоба              | кучето на Петро и Оксана         |
| Александър Галибин | глас зад кадъра, превод на руски |